# Corydalis schelesnowiana
Corydalis schelesnowiana là một loài thực vật có hoa trong họ Anh túc. Loài này được Regel & Schmalh. mô tả khoa học đầu tiên năm 1882.